# Пинкель

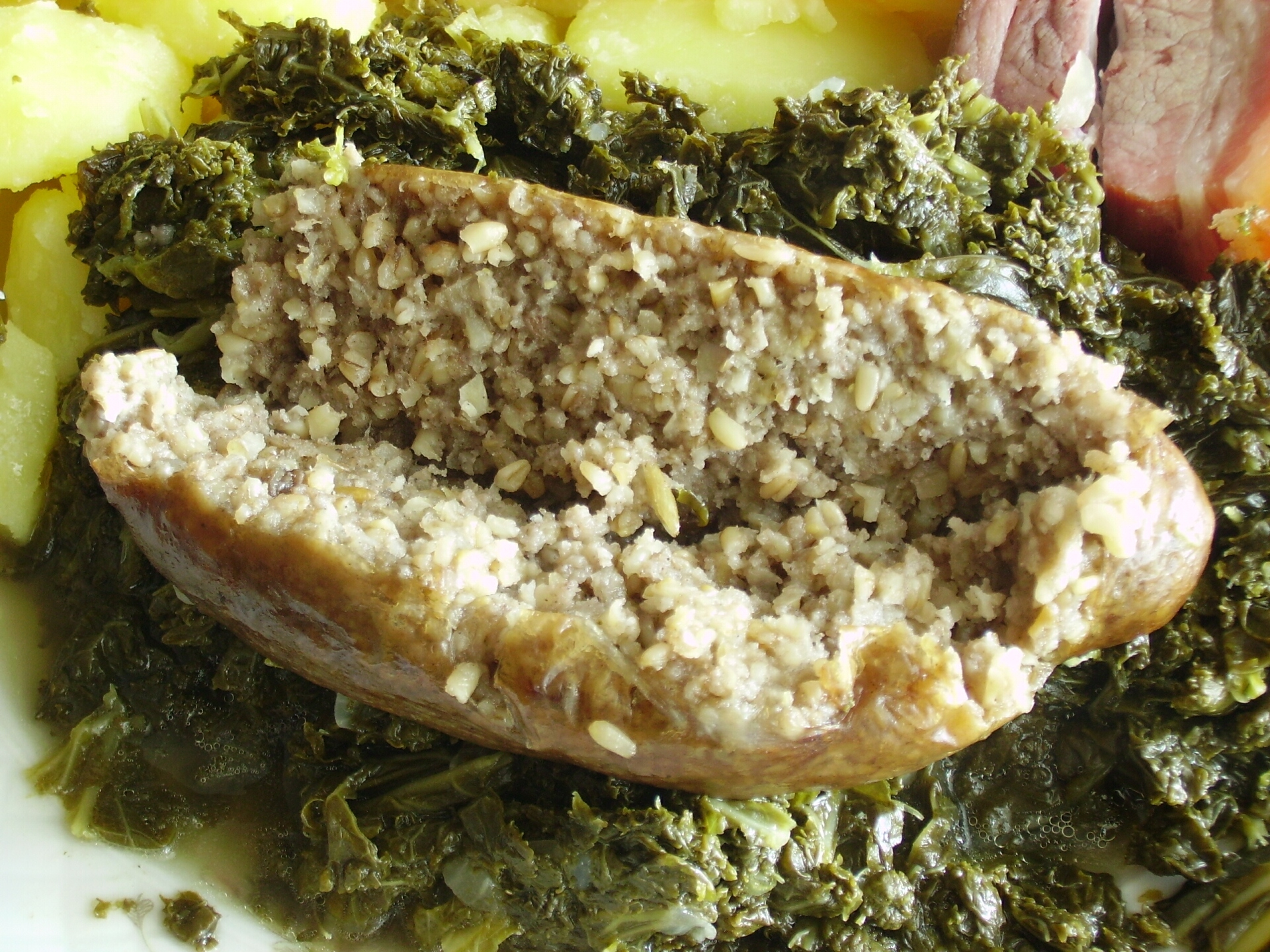
Пинкель с грюнколем

Пинкель (нем. Pinkel) — традиционная для северо-западной Германии (Ольденбург, Бремен, Фрисландия) подкопчённая, грубой зернистости колбаса — грюцвурст, подающаяся к столу в виде отдельного блюда с гарниром из кудрявой капусты. В южно-германских регионах пинкель практически неизвестен.

## Приготовление
Этот вид колбасы состоит в значительной степени из свиного сала, а также из говяжьего жира, овсяной или ячменной крупы, с добавлением лука, соли, чёрного перца и других пряностей. Точные рецепты приготовления хранятся в местных колбасных в секрете и в различных районах отличаются друг от друга. Пинкель с высоким содержанием мяса называется «мясным пинкелем», или «ольденбургским пинкелем» (Fleisch-Pinkel, Oldenburger Pinkel). Колбасный фарш традиционно укладывается в свиные, реже — в говяжьи кишки.

## Традиция
Так называемые «капустные поездки» — зимние выезды с обедом в сельских гостиных дворах являются традиционными для северных регионов Германии: в них участвуют целыми семьями, товарищескими компаниями и клубами по интересам. Особенно этот обычай распространён в окрестностях Ольденбурга. После пешей прогулки всё общество садится за стол, накрытый для пинкеля с грюнколем. Блюдо это является весьма калорийным и сытным, восстанавливающим силы после продолжительного путешествия по морозу. К пинкелю подают также варёные колбасы, касселер, нарезанное сало и (иногда) копчёную грудинку.